# Macroplea
Macroplea (лат.) — род жуков (Coleoptera) из подсемейства радужниц (Donaciinae) в семействе листоедов (Chrysomelidae). На территории бывшего СССР распространены три вида. Жуки встречаются под водой на растениях.

## Описание
Окраска тела не металлическая. Лапки длиннее голеней, их коготковый сегмент очень длинный, в полтора-два раза превышает остальные, вместе взятые. Наружный вершинный угол надкрылий вытянут в шип.

## Систематика
Некоторые виды:
- Macroplea appendiculata (Panzer, 1794)
- Macroplea japana Jacoby, 1885
- Macroplea mutica (Fabricius, 1792)
- Macroplea pubipennis (Reuter, 1875)
- Macroplea skomorokhovi Medvedev, 2006